# Știnăpari

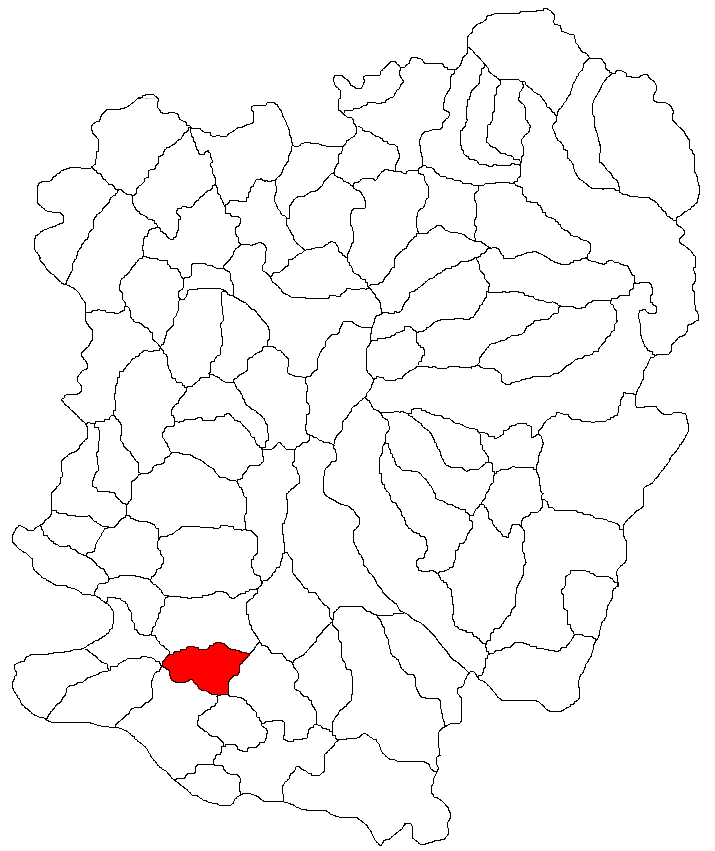
Lage der Gemeinde Cărbunari im Kreis Caraș-Severin

Știnăpari (deutsch Stempeldorf oder Mariaschnee, ungarisch Máriahavas) ist ein Dorf im Kreis Caraș-Severin in der Region Banat in Rumänien. Știnăpari gehört zur Gemeinde Cărbunari.

## Geografische Lage
Știnăpari liegt im Süden des Kreises Caraș-Severin, in 34 Kilometer Entfernung von Oravița.

## Nachbarorte
| Sasca Montană | Nationalpark Cheile Nerei-Beușnița          | Nationalpark Cheile Nerei-Beușnița |
| Naidăș        | Kompassrose, die auf Nachbargemeinden zeigt | Nationalpark Cheile Nerei-Beușnița |
| Moldovița     | Padina Matei                                | Cărbunari                          |

## Geschichte
Das Dorf wurde nach dem Frieden von Passarowitz (1718) im Zuge der Habsburger Kolonisation im 18. Jahrhundert als Waldarbeiter- bzw. Bergarbeiter-Kolonie gegründet. Das Gründungsjahr ist nicht genau bekannt. Nach einigen Quellen wurde die Ortschaft im Jahr 1718, nach anderen 1755 oder 1778 angelegt. Die ersten Bewohner waren sogenannte Bufänen, also Rumänen aus der Kleinen Walachei (heute: Oltenien), die ihres Glaubens wegen verfolgt waren. Um 1790 kamen auch deutsche Einwanderer aus der Steiermark hinzu. Sie waren vornehmlich Holzarbeiter. Ihnen verdankt das Dorf seinen ersten Namen Stempeldorf. Die Deutschen verließen den Ort jedoch bald und ließen sich in Sasca Montană nieder. 
1855 kam Stempeldorf in den Besitz der Österreichisch-ungarischen Staatseisenbahngesellschaft (StEG). Nach dem Österreichisch-Ungarischen Ausgleich (1867) wurde das Banat dem Königreich Ungarn innerhalb der Doppelmonarchie Österreich-Ungarn angegliedert. Die amtliche Ortsbezeichnung war Máriahavas und die deutsche Ortsbezeichnung war ab 1888 Mariaschnee. Der Vertrag von Trianon am 4. Juni 1920 hatte die Dreiteilung des Banats zur Folge, wodurch Știnăpari an das Königreich Rumänien fiel. In der Zwischenkriegszeit gehörte Știnăpari zu Răcășdia und hatte 800 Einwohner.

## Bevölkerungsentwicklung
| 1880 | 508 | 503 | - | 5 | - |
| 1910 | 692 | 679 | 7 | 3 | 3 |
| 1930 | 837 | 829 | 3 | 5 | - |
| 1977 | 629 | 627 | - | - | 2 |
| 2002 | 458 | 458 | - | - | - |
| 2011 | 363 | 356 | - | - | 7 |